# Caldas de Reis
Caldas de Reis è un comune spagnolo di 9 589 abitanti situato nella comunità autonoma della Galizia.
La località si trova sul percorso storico del Cammino Portoghese verso Santiago di Compostela ed è un importante centro termale.

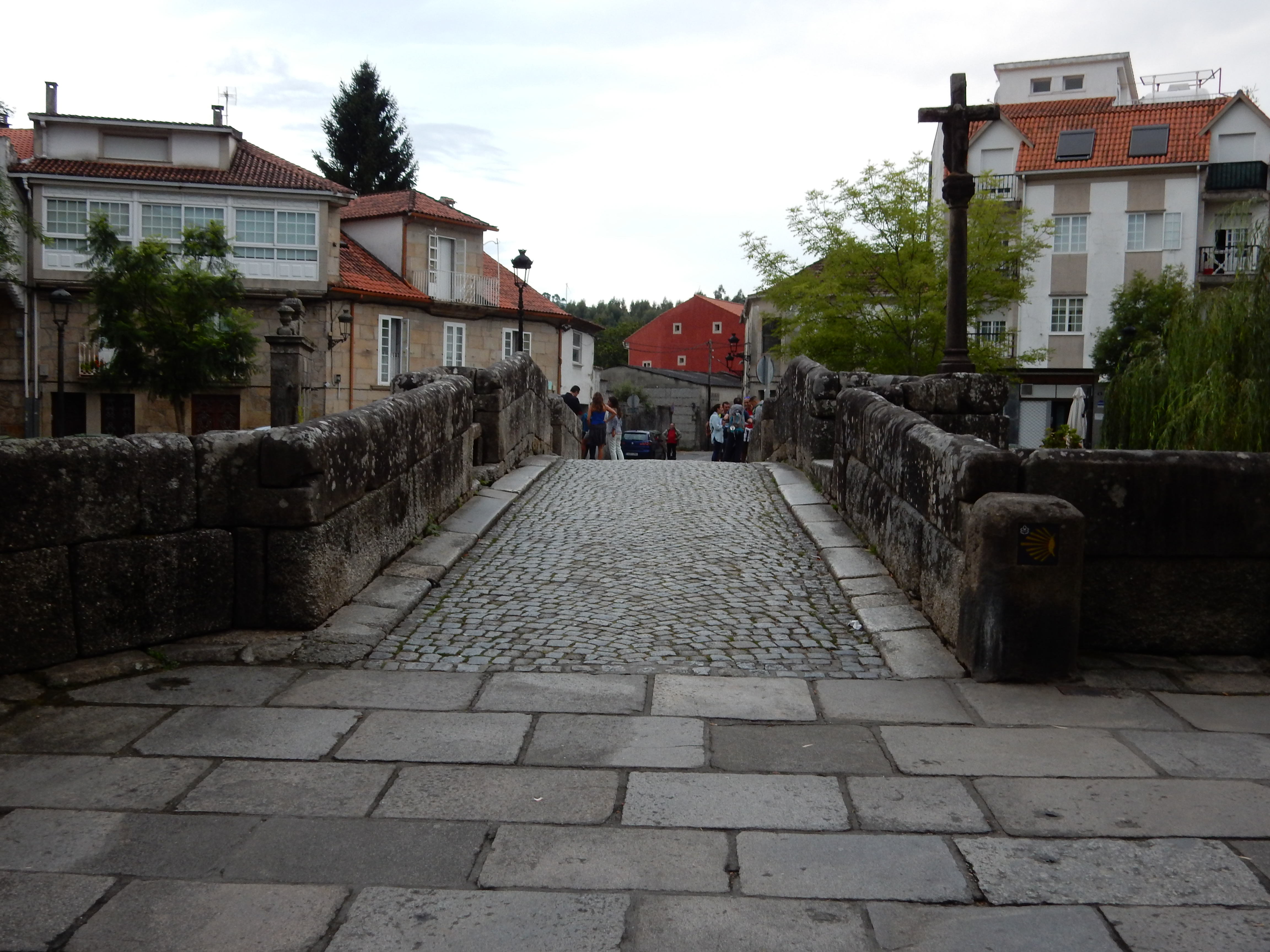
Ponte romano sul Rio Bermana